# Transformatorhuisje (Nieuwolda, Hoofdweg Oost 15A)
Het transformatorhuisje in Nieuwolda is een monumentaal transformatorhuisje in het open veld aan de doorgaande weg

## Beschrijving
Het gebouw heeft een stijl waarin Amsterdamse School-elementen zijn te herkennen. Het gebouwtje, dat wordt aangeduid als `De Kamp 4100', is een voorbeeld van een type transformatorhuisje met overkragend plat dak. Aan dezelfde weg (Hoofdweg Oost to 77) staat een identieke transformatorhuisje, ook dat is een rijksmonument.

## Waardering
In het rijksmonumentenregister wordt het huisje als volgt gewaardeerd:
- representatief voorbeeld van een type met overkragend plat dak uit de jaren twintig van de twintigste eeuw in de provincie Groningen;
- opvallende vormgeving en detaillering
- hoge mate van gaafheid van het exterieur
- de markante ligging in het open veld aan de doorgaande weg van Nieuwolda